# Gunnar Hollström
Nils Gunnar Tarras Hollström, född 18 december 1920 i Norrköping, död 1 april 2016 i Stockholm, var en svensk arkitekt.
Efter studentexamen i Norrköping 1940 studerade Hollström vid Kungliga Tekniska Högskolan i Stockholm till 1946. Han var anställd hos Nils Ahrbom 1946-1948, hos Nils Islinger 1949 och hos Lennart Tham 1949-1951 innan han fick en tjänst vid stadsplanekontoret i Karlstad 1951. 1954–1985 drev han egen arkitektverksamhet i Karlstad tillsammans med Lars-Erik Havstad 1955-1985, med Göran Lindell 1955–1974, med Bo Nylén 1965–1985 och med Hans Ericsson 1970–1985 under namnet Arkitektgruppen HaHoLi AB, senare Havstad, Hollström, Lindell AB. Från 1986 var han verksam i Stockholm.
Arkitektfirman står bakom en mängd bostadsområden och flerfamiljshus i Karlstad, Mariestad och Visby samt villor och radhus i Värmlandsområdet. Man ritade sjukhus i Karlstad, Kristinehamn, Forshaga och Grums; högstadieskolor i Charlottenberg, Grums och Mariestad och gymnasier i Mariestad och Skövde. I Kristinehamn och Mariestad ritade man varmbadhusen. Efter flytten till Stockholm ritade han bland annat flygterminaler i Malmö, Visby och Bromma och bostadsområden och villor i Marbella, Spanien.
Hollström har deltagit med akvareller i flera utställningar och finns representerad på Värmlands museum och har utfört offentliga utsmyckningar i Centralsjukhuset i Karlstad.

## Tävlingar
- Socialstyrelsens idétävling om ålderdomshem, 1950, 1:a pris.
- Kommunalhus i Ovansjö, 1951, 2:a pris.
- Hem i Sveriges villatävling, 1952, inköp.
- Kommunalhus i Dals Ed, 1953, 1:a pris.
- Högstadieskola i Grums, 1954, 1:a pris.
- Centralskola i Kil, 1954, 3:e pris.
- Bostadshus för HSB, kv Almen, Karlstad, 1955, 1:a pris.
- Kommunalhus i Skene, 1955, 1:a pris.
- Stads- och polishus i Karlstad, 1959, 2:a pris.
- Högstadieskola i Charlottenberg, 1960, 1:a pris.
- Läroverk i Mariestad, 1960, 1:a pris.
- Ålderdomshem i Asarum, 1966, 2:a pris.
- Stadsplan i Lidköping, 1967, 1:a pris.
- Sparbankshus i Karlstad, 1968, 1:a pris.
- Universitet i Karlstad, 1969, 1:a pris.
- LILUX-priset, vårdrum, 1973.
- Värmlands turistråd, Tidskriften Lands souvenirtävling, 1980, 1:a pris.

## Bilder

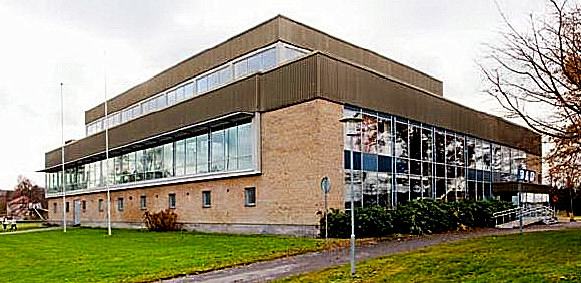
Broängsbadet i Kristinehamn
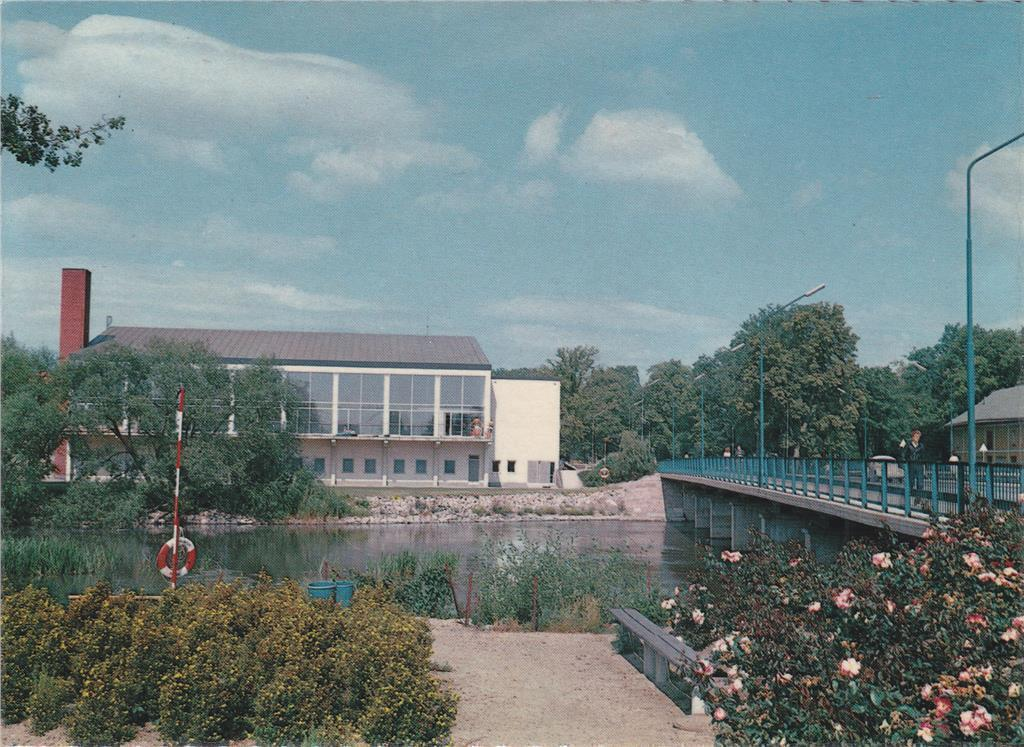
Mariestads badhus
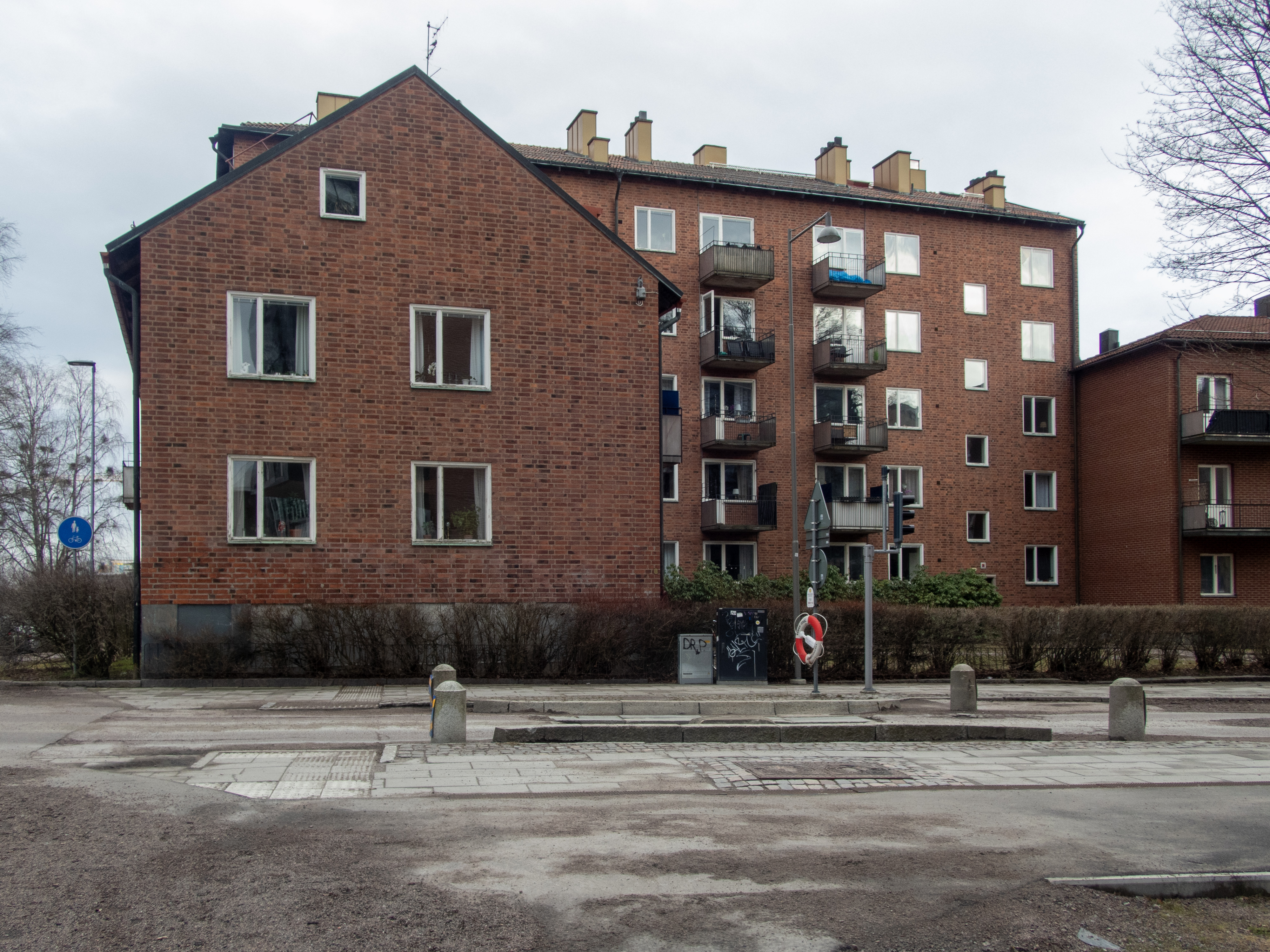
Ormen 20, Karlstad
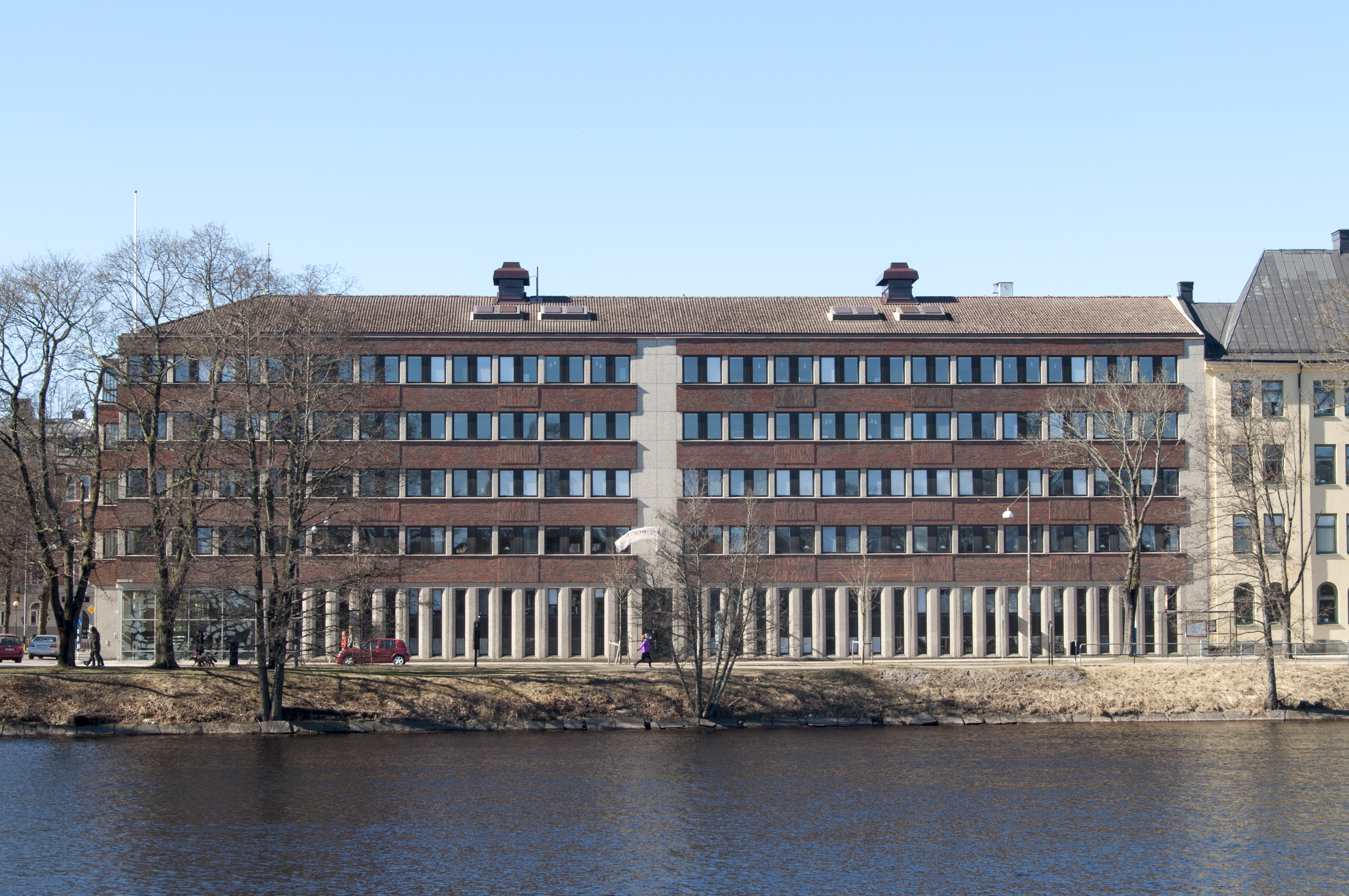
Huvudkontor för Vänerskog, Karlstad